# Polythysana cinerascens
Polythysana cinerascens este o specie de molie din familia Saturniidae. Este întâlnită în Chile.
Larvele au fost observate hrănindu-se cu Lithraea caustica.